# Storhamnen
Storhamnen är en sjö i Umeå kommun i Västerbotten och ingår i Umeälven-Hörnåns kustområde. Sjön har en area på 0,0571 kvadratkilometer och ligger 0,5 meter över havet.

## Delavrinningsområde
Storhamnen ingår i det delavrinningsområde (706422-170694) som SMHI kallar för Rinner mot Hörnefors området sek namn. Medelhöjden är 7 meter över havet och ytan är 4,64 kvadratkilometer. Det finns inga avrinningsområden uppströms utan avrinningsområdet är högsta punkten. Avrinningsområdets utflöde mynnar i havet, utan att ha någon enskild mynningsplats. Avrinningsområdet består mestadels av skog (89 procent). Avrinningsområdet har 0,06 kvadratkilometer vattenytor vilket ger det en sjöprocent på 1,2 procent. Bebyggelsen i området täcker en yta av 0,23 kvadratkilometer eller 5 procent av avrinningsområdet.